# 守谷吾平
守谷 吾平（もりや ごへい、1866年12月12日〈慶応2年11月6日〉 - 1929年〈昭和4年〉4月8日）は、明治から昭和初期にかけての日本の実業家。
専門商社・守谷商会の創業者。

## 生涯
備中国浅口郡本庄村（現在の岡山県浅口市）に、守谷金八の長男として生まれた。
幼少期から林李渓に学んだ。1885年に岡山県師範学校中等科を卒業し、県下の小学校（1886年からは尋常小学校）に勤務した。
その後上京して慶応義塾本科で学ぶ。慶應義塾への入学は、『慶応義塾入社帳 第4巻 入社帳24号-29号』（慶應義塾、1986年）によると1891年10月だった（同書p.174）。1892年に慶應義塾を卒業する。卒業後は三井組に入り、地所部から、芝浦製作所の工場事務、三井銀行の本店や支店に勤務した。その後王子製紙で経理課長を4年間務めた。
1902年、守谷商会を設立する。鉱山機械や銅・ゴムの製造販売を手がけた。守谷商会は1918年に株式会社化して社長となる。社外では棚倉電線の取締役や東洋ゴムの監査役など、複数の企業で役員を務めた。
1929年4月8日没。墓所は多磨霊園。